# Дендрарий Шеврёлу
Французский государственный дендрарий Шеврелу́ (фр. arboretum national de Chèvreloup) расположен на территории коммуны Роканкур (Rocquencourt) в департаменте Ивелин и является частью парижского Музея естественной истории. Занимает 200 га, насчитывает 2700 видов деревьев и кустарников со всего мира, многочисленные оранжереи.

## История
- 1699 год — приобретение Людовиком XIV фермы Шеврелу, примыкавшей к парку Малый Трианон.
- 1759 год — создание ботанической школы в Трианоне.
- 1924 год — первые саженцы.
- 1927 год — декрет, включивший Шеврелу в государственный Музей естественной истории.
- 1940 год — военное время, территория разбита на небольшие огородные участки для жителей Версаля.
- 1960 год — возрождение дендрария после выработки нового плана посадок.
- 1977 год — часть дендрария открыта для публики.

## Практическая информация
Адрес: 30, route de Versailles, 78150 Rocquencourt